# Enfermeira Ana Paula
Ana Paula Brandão da Silva Farias (Fortaleza, 17 de novembro de 1983), mais conhecida como Enfermeira Ana Paula, é uma enfermeira e política brasileira filiada ao Podemos, que assumiu como suplente mandato como deputada federal, em 31 de maio de 2023. Afastou-se do mandato em 1 de Outubro de 2023, o tendo exercido por 4 meses.

## Biografia
Ana Paula Brandão da Silva Farias possui graduação em Enfermagem, e especialização e MBA em Gestão Hospitalar. Fundou e presidiu a Associação dos Enfermeiros do Ceará (ASSEC). Foi a primeira enfermeira a eleger-se vereadora na Câmara Municipal de Fortaleza. Foi coordenadora de pós-graduação da Faculdade IDE.
Nas eleições de 2022, disputou o cargo de deputada federal pelo PDT, obtendo 49.411 votos e a segunda suplência de seu partido.
Em 2023, substituiu o deputado federal Eduardo Bismarck (CE), enquanto este tratava de questões de saúde, pelo período de 4 meses. Nesse momento, foi titular da Comissão Especial sobre Violência Obstétrica e Morte Materna (Câmara dos Deputados). Após esse período, retomou sua vaga como vereadora de Fortaleza, mas assim que o fez tirou licença de 120 dias para tratar de questões pessoais. Segundo ela, o motivo foi sua participação em dois congressos da área de enfermagem e gestão hospitalar que acontecem dentro deste período de afastamento. Durante este período, ela não recebeu salário.
A partir de 06 de janeiro de 2025, retornou ao exercício do mandato de deputada federal na condição de suplente, sendo titular da Comissão de Saúde a partir de 18 de março deste ano. O motivo de sua convocação foi justificado pela nomeação do deputado Eduardo Bismarck como Secretário Estadual de Turismo do Ceará. Em 2025, mudou sua filiação partidária para o PODEMOS, razão que justificou uma ação ajuizada pelo antigo partido, PDT, para que ela perca seu mandato.